# からくりサーカス
『からくりサーカス』は、藤田和日郎による日本の漫画作品。『週刊少年サンデー』（小学館）にて1997年32号から2006年26号にかけて連載された。単行本は全43巻。仏名は『Le Cirque de Karakuri』。
1998年3月より放送されたサンデーCM劇場にて30秒ほどの長さながらアニメーション化されている。また、1999年3月より放送された『祝創刊40周年 オールスター総出演編』でも本作のキャラクターが登場している。この総出演編はかなり長い間『週刊少年サンデー』の公式サイトにて視聴が可能であった（現在配信終了）。
2018年3月14日発売の『週刊少年サンデー』2018年16号にて、テレビアニメ化されることが報じられた。
2018年3月時点で累計発行部数は1500万部を記録している。

## 作風
莫大な遺産を相続して親族から狙われた少年・才賀 勝（さいが まさる）を守るために戦う拳法家の青年・加藤 鳴海（かとう なるみ）と人形遣いの女性・しろがねの数奇な運命を描く。鳴海との別れをきっかけに物語は2つに別れ、勝としろがねは潰れかけのサーカスに身を置き、鳴海は人類に仇なすからくり人形との闘いに巻き込まれる。そして、全く異なる2つの物語は交錯しながら一つに収束していく。
作者の前作『うしおととら』を上回る複雑なプロット・強烈なバイオレンス描写とアクション・前作にはあまり見かけられなかった恋愛要素（ロマンティック・コメディ）も盛り込んでいる。大きな特徴は、戦闘において細かく書き込まれたからくり人形の破片が飛び散る演出である。
物語は全ての事件の発端が200年前に起こり、そこから現代に至るまでのエピソードが多くの登場人物の視点で描かれている。過去のエピソードが現代におけるストーリーが進行するにつれて徐々に明らかになっていくが、それは時系列通りではない。過去のエピソードにまつわる手掛かりは物語の各所に散りばめられている。
物語はサーカスのような体裁をとっている。「幕間」と称してサーカス（物語）と観客（読者）をつなぐ役割をもった「ピエロ」が登場してそこまでの総括をし、次の幕での見どころに観客の注意を向けさせる。
人類の敵である自動人形は最初の人形を創った者の意思に逆らえず、それと戦う「しろがね」も他人の意思に縛られた操り人形である。黒幕のフェイスレスも白金の妄執をダウンロードされた操り人形であり、何度か本人の口からそう発言されている。登場人物のほとんどは自分の意思とは異なる何かに縛られながら行動しており、「人形劇」の人形が誰かに操られているようである。運命や他人の意思によって縛られた者を人形と見立て、そんな境遇から脱却しようとする者、人間であろうとする者の大いなる「舞台劇」として物語が展開する。その多くは結末を迎えるまでに「操り糸」を断ち切り自らの意思で歩き出す。最終話では、登場人物としての各々のエピローグが語られた後、カーテンコールとして作品に登場した主要なキャラクターのほとんどが「役者」として笑顔で舞台に立つ姿が描かれ、「舞台劇」として作品を締めくくっている。タイトルや登場人物の名前は演劇にゆかりのある場合が多く、特に自動人形などの名前にはコンメディア・デッラルテの役名が多く使われている。個々の出典は言及されていないが、最終巻の巻末の参考文献から推測できる。
友人である島本和彦は、「『うしおととら』が藤田のやりたい事を全てぶつけた名作なら、こちらは広げた風呂敷を徹底的に広げ続けた事で完成された名作」と本作を評した。

## あらすじ
サーカス編とからくり編はストーリーの区切りが付くたびに交代で語られる。

### 勝編（プロローグ）
小学5年生の才賀勝は、父親である大手家電メーカー"サイガ"社長・才賀貞義の死により180億円の遺産を相続。これによって異母兄弟から命を狙われていたところを加藤鳴海と「しろがね（エレオノール）」に助けられる。しかし、叔父の才賀善治に誘拐された勝を救出した鳴海は爆発に巻き込まれ、切断された片腕を残して行方不明となる。

### サーカス編
残された勝とエレオノールは追っ手から逃れるため旅芸人のサーカス一座「仲町サーカス」で生活を始め、人々と触れ合うことで徐々に成長することとなる。追手との戦いの中で、本人達も知らなかった勝とエレオノールの持つ出生の秘密が明らかになっていき、勝はエレオノールに守られる立場から、エレオノールを守る者としての自覚を持ちはじめる。

### からくり編
死亡したと思われた鳴海は人形破壊者「しろがね」のギイに命を救われており、片腕と記憶を失くして自らも人形破壊者となっていた。自動人形を追う旅を続けるうちにゾナハ病の真実を知った鳴海は、人形を破壊することだけを自分の使命とするようになっていく。自動人形との激戦の最中、多くの仲間の犠牲と引き換えに命を存えたことによって、その使命は彼個人の感情を塗り潰してしまうほどに、さらに重くのしかかるようになる。

### からくりサーカス編（本編）
勝はこの戦いの真の敵からエレオノールを守るためにサーカス団を離れ、黒賀村の阿紫花家に居候し、ギイより懸糸傀儡の特訓を受ける。そして、勝の実力は急上昇し刺客を悉く撃退していく。また、人形相撲などの行事を通して、黒賀村の人々とも親睦を深めていく。そして鳴海はそれとほぼ入れ替わりでエレオノールの前に現れ、フランシーヌ人形の生まれ変わりと信じる彼女からゾナハ病の止め方を聞き出すべく仲町サーカスに加わる。

### 機械仕掛けの神（デウス・エクス・マキナ）編
勝が黒賀村で修行、刺客の撃退を始めてから8ヶ月が経ったある日、仲町サーカスが黒賀村を訪れる。仲間達との再会を喜ぶ勝だったが、ゾナハ蟲が突如活性化、世界中の人間がゾナハ病に感染してしまう。無事だったのは「しろがね」とその血を飲んだ者、そして「しろがね（エレオノール）」と長い間、共に過ごして免疫がついた仲町サーカスのメンバーのみ。「しろがね」の200年に及ぶ長い戦いの決着が、そして勝、エレオノール、鳴海の最後の戦いの火蓋が切られる。なお、デウス・エクス・マキナは演劇用語でもある。

## 懸糸傀儡（マリオネット）
マリオネットそのものに関しては#用語解説を参照。括弧内は主な使用者。演の項は舞台版の俳優で、特筆がなければそれぞれ第1弾・第2弾共通のキャスト。

### 「しろがね」の操る懸糸傀儡
あるるかん〈才賀アンジェリーナ→才賀エレオノール〉
演 - 岩田栄慶（キャスタッフ）（2012年）、三枝奈都紀（2019年）
白銀によって製作された最も古い懸糸傀儡。あらゆる懸糸傀儡の原型。黒衣を纏い、頭に白い羽がついている。この人形を原型にさまざまな懸糸傀儡が作られ、人形操りの練習用として多くの複製が作られている。オリジナルはルシールがアンジェリーナをキュベロンから追放する際に彼女に授け、アンジェリーナの死後は正二が保管し、実娘のエレオノールに受け継がれている。
胴体部から歯車などを出して上体部分を高速で旋回させて相手を破壊する「コラン」（虎乱）・腕をピストン運動させ相手を貫く「炎の矢」（フレッシュ・アンフラメ）・頭部の羽根飾りのようなものを伸ばして相手の動きを封じる「羽の舞踏」（ラ・ダンス・ダン・ヴオラン）という技を持ち、右腕には「聖（セント）・ジョージの剣」という大きな刃が内蔵されている。
オリジナルの「あるるかん」の左腕は、かつてアンジェリーナが自動人形からギイを庇ったときに破壊されている。その後は破壊された左腕の代わりに「オリンピア」の折れた腕を右手で持っている。その左腕はギイによって鳴海の左腕として使用され、こちらは「聖（サン）・ジョルジュの剣」（セント・ジョージのフランス語読み）と呼ばれる大きな刃が内蔵されている。
基本的にはしろがね（エレオノール）が操るが、作中では勝が操る場面も多い。
名前はフランス語で道化師を意味する〈arlequin〉から。
オリンピア〈ギイ・クリストフ・レッシュ〉
4本の腕と2本の翼を持つ聖母のような姿をしている。指先に注射針・肘に刃物・ヒールに拍車・背中に翼と多数のギミックでトリッキーな攻撃をする。昔は人形繰りにクセがあったというギイ専用に調整がされている。明治時代に200体もの自動人形と戦っており、ギイともども「真夜中のサーカス」で知名度が高い存在となっている。
自動人形に注射針を突き刺し、疑似体液を吸いだす「聖母の抱擁」（ラ・サント・ビェルジュ・ダンブラスマン）・胴体を縦回転させ、肘の刃で相手を切り裂く「破壊輪舞曲」（ラ・ロンド・ドゥ・デストラクション）という技を持つ。また、背中の翼で空を飛ぶことができ、専用のエンジンを取り付けることで高速の空中移動が可能になる。その顔はギイの「母」のデスマスクから作られている。
ムジンニィ〈ルシール・ベルヌイユ〉
外見があるるかんに似ている。武器は左腕の「レフトハンド・ブレード」。大きなギミックはないが、技術次第でどんな局面にも対応できる。フラーヴィオによって破壊される。
スピネッティーナ〈ファティマ〉
サソリのような姿をしている。武器は尻尾から大きな針を乱射する「スピネッティーナの毒針」。
オラーツィオとの戦いで破壊される。
スレイプニイル〈エドワルド・ダール〉
両手に巨大な鎚（ミヨルニル）を持ったヴァイキングのような姿をしている。巨体で4本の足には車輪がついており、高速移動が可能。鎖の付いたミヨルニルを飛ばして相手を潰す「撃槌ミヨルニル」という技を持つ。「しろがね」と自動人形との最終戦でダールが散り、スレイプニル自身も破壊された後、その左足の1本は加藤鳴海の左足として使われている。
名前の由来は北欧神話の主神オーディンの六脚の馬、スレイプニルから。武器のミヨルニルは同じく北欧神話の雷神トールが持つ槌の名前である。
マンバ〈ティンババティ〉
大蛇の上に人が乗った姿の懸糸傀儡。上部の人形がピストン運動を利用し加速されたパンチを繰り出す「エリニュスの手」という技を使う。また、蛇の牙でティンババティ自身を突き刺して血液を吸い上げ、彼の「アクア・ウイタエ」（生命の水）の混じった血液を自動人形に注入することで疑似体液を中和し、行動不能に陥らせる捨て身の技、「毒牙の塔」という技も持つ。最終戦でティンババティが散り、マンバ自身も破壊された後、その右腕は加藤鳴海の右腕として使われている。名前の由来は、操者であるティンババティの活躍する地、アフリカのケニアに広く生息するマンバ属の毒蛇から。また「毒牙の塔」の試作品となる刀を明治時代の戦いで正二が使用している。
シュヴァルツェス・トーア〈シュヴァルツェス・トーア〉
操者と人形が同名という珍しいタイプ。西洋の鎧風の外見をしており、両肩・両脚には大型の盾を持っている。それらを前面に出して壁を作る「閉門」・更に背中に背負った円形武装「死の門（トーデス・トーア）」を開放し回転する刃で攻撃を行う「開門」の二種の技を持つ。作中ではサハラでの最終戦のみで戦う姿が見られた。名前の意味はドイツ語で「黒き門」。
アニメではダールのスレイプニイルが登場しないため、代わりにこの人形の足に車輪がついており、後に鳴海の左足となった。
ペンタゴナ・ノッカー〈スティーブ・ロッケンフィールド〉
両の手に構えたクラブで周囲をなぎ払う「ペイン・トルネード」という技を持つ。コロンビーヌとの戦いで相打ちの形で破壊されたその右足は、ロッケンフィールドとシュヴァルツェス・トーアの手によって、加藤鳴海の右足部に取り付けられた。
グリゴーリィ〈ドミートリィ・イワノフ〉
人型で顔に大きな一つ眼を持った懸糸傀儡。眼からワイヤー付きの鋏のようなものを発射し相手を捕え、そのまま相手に抱きついて両腕両足のドリルで相手を破壊する「単眼の牢」という技を持つ。名前の由来は、ドストエフスキーの著書である「カラマーゾフの兄弟」に長年仕えていた侍従。
アンジェリーナ人形〈ルシール・ベルヌイユ〉
自動人形をおびき寄せるエサとして柔らかい石を体内に宿したアンジェリーナが行方をくらましたためルシールが造らせた懸糸傀儡（実際は、ルシールが娘を重い責務から解放するために逃がした）。自動人形に20年以上も人形だと気づかれなかった。容姿は細かく作りこまれており、言葉を発することも出来る。サハラの最終決戦で再び使用され、アンジェリーナがフランシーヌ人形と瓜二つだったことと、自動人形のフランシーヌ人形への忠誠心を逆手に取って最古の四人を含む全ての自動人形を一言で屈服させ、身動きを封じた。最後はパンタローネとアルレッキーノによって破壊された。
正二人形〈才賀正二〉
正二が貞義の戦いにおいて身代わりとして使用。アンジェリーナ人形と同じく言葉を発することもでき、内部も血液を初め有機的な細工がされている。1997年の正二と貞義との戦いで、貞義の繰る「ゴイエレメス」によって頭部を破壊されたことで、死を偽装した正二は難を逃れた。

### 「黒賀の者」の操る懸糸傀儡
プルチネルラ／プルチネルラII〈阿紫花英良〉
四足の道化師。棍棒の一撃はコンクリートの壁に穴を開ける。作中で初めて敵として登場した「懸糸傀儡」である。
しろがね（エレオノール）が操る「あるるかん」に完膚なきまでに破壊されたが、「しろがね」と自動人形の最終戦で黒賀村から送られた懸糸傀儡の中に「プルチネルラII」として改修された物が含まれていた。その際には、棍棒に加えて長ドスが追加されている。プルチネルラ（プルチネッラ）は、他の人形と同じく コメディア・デラルテの定キャラで、名前はストラヴィンスキーのバレエ組曲〈プルチネルラ〉に由来する。
グリモルディ〈誘拐組の尾崎→阿紫花英良→ファティマ→阿紫花英良〉
元は誘拐組の尾崎が使っていたが、阿紫花が強奪してから彼が使っている懸糸傀儡。両足脹脛部が車輪状になっており、股を外側へ開くように変形させる事により懸糸傀儡の中でも最高クラスの機動力を持つ。懸糸傀儡の中でも明らかに性能が高めの描写がされている。
首が伸びる・ピエロのような帽子を振り回す・斧がつく（2代目以降）とギミックも多い。
「しろがね」と自動人形の最終戦では、スピネッティーナを失ったファティマが操る姿も見られた。
なお、この時のグリモルディは改修が加えられており、序盤で尾崎が操った機体とは細部が異なる。
2代目のグリモルディは「しろがね」と自動人形の最終戦においてパンタローネとアルレッキーノによって破壊されており、3代目のグリモルディは阿紫花が最後に操る。ファティマ曰く「少し硬めだけれど、素敵ね」。
アクエリアス〈ぶっ殺し組の羽佐間〉
タキシードを纏った擬人化した鳥の様な姿をしている。手にしたシルクハットから凶悪な顔のウサギを呼び出すなどトリッキーな機体。
グリモルディと尾崎によって破壊された。
デザインは陰陽・トレジャーキーパーと同じく作者のアシスタントの一人。アシスタントの設定は「地獄の魔術師、パワーはあるるかんの5万倍、水中を300ノットで泳ぐ、湿気に弱い」。
ローリングアームズ〈ぶっ殺し組の中田〉
ボール状の下半身に西洋の鎧風の上半身、長い大型の腕を持つ機体。
才賀の別荘の対侵入者用からくり門である「煉獄」に操者ごと飲み込まれて破壊される。
テオゴーチェ〈誘拐組の高見〉
ボールに乗ったピエロの姿をしている。手の平から爆弾ボールを取り出して操り、阿紫花らぶっ殺し組の人形と操者を次々に撃破する。しかし、「しろがね」の操る「あるるかん」の前でなすすべなく、投げつけた爆弾を逆に叩き込まれて操者もろとも爆散した。
ダクダミィ〈誘拐組の山仲〉
頸部にハサミ状の武器を装備した腕のない小型の機体。操者一人に対して一体であることが多い懸糸傀儡の中で、操者一人に対して小型の懸糸傀儡が五体いる。
基本の戦闘スタイルは数体の人形の操り糸で敵を縛るなど動きを止め、残りの機体で相手の操者を仕留める。見かけによらず、その武器であるハサミは成人男性の首を切断する威力を持つ。
しろがねと鳴海を苦めて捕らえるが、鳴海の硬気功により二体が切り負けて刃が折れ、ほかの三体も操者とともに鳴海に破壊された。
バビュロ〈誘拐組の加納〉
全身に湾曲した刃が刺さったピエロの姿をしている。
勝が操った「あるるかん」によって破壊された。
グリセル〈誘拐組の金井〉
掌が非常に大きい眠った顔の女性。手が伸縮するギミックを持つ。
勝が操ったあるるかんに頭部を破壊される。跳躍力に優れ、崩壊する塔から脱出する際に活躍した。
ガンオブフェザー〈誘拐組の及川〉
インカ風の仮面から手足が生えたような姿をしている。
コルトSAA「ピースメーカー」をそのまま巨大化させた様な拳銃を二丁武器として使う。
阿紫花が操るグリモルディと勝負をするも、勝の作戦によってグリモルディの体当たりを食らい、操者ごとエレベーターシャフトへ転落する。
陰陽〈名称不明のぶっ殺し組のメンバー〉
中国の民族衣装のようなものに身を包む左右非対称の仮面をつけた人形。
高見が操るテオゴーチェによって操者ともども爆破される。
デザインはアクエリアス・トレジャーキーパーと同じく作者のアシスタントの一人。アシスタントの設定は「猿並の俊敏な動き、ゴリラぎみの握力、獣風の耐久力、とパンチ力、ドーベルマンのように操りやすい」。
トレジャーキーパー〈ぶっ殺し組の野口〉
全身を包帯で覆う大型の鎌を持った姿をしている。
高見が操るテオゴーチェによって爆破され、操者も直後に殺される。
デザインはアクエリアス・陰陽と同じく作者のアシスタントの一人。アシスタントの設定は「ボディは修理跡だらけ、歴戦の勇士を示す、顔は包帯グルグル巻き、見る者に恐怖を与えるだろう、んで武器は、刃渡り2メートルのカマで相手を切り刻む」。
スペイド〈ぶっ殺し組の平〉
手の甲にスペードのマークが付いている。ダールのスレイプニイルと同じく足には車輪がついており、高速移動が可能。暗殺専門の人形で、その異形の姿で相手に恐怖心を与える特性がある。一度は勝によって操作される。
アンダーザヘッド〈ぶっ殺し組の成田〉
人間が逆立ちした様な格好で、腕の部分が車輪、足が巨大な爪の付いた武器になっている。
あるるかんの｢聖ジョージの剣｣で真っ二つにされた。
衝月（しょうげつ）
尖夕（せんゆう）
裂空（れっくう）
三体とも黒賀村の人形使いが繰る懸糸傀儡。才賀家の別荘跡地で、勝の中に貞義が転送されていると思い込んだ黒賀の人形使い達が勝を殺すために差し向けるが、勝が繰る貞義製の3体の懸糸傀儡によって全て破壊された。
アンラッキー〈黒賀村の老人たち〉
人形使いを育てる黒賀村で、一人前の「人形使い」として認められるための試験で使われる懸糸傀儡。外見は草刈鎌の様な凶器を持った小さい女の子。両足にはのこぎりのような形の刃が仕込まれており、足の裏に立てた刃を回転させることによって一輪車に乗っているように高速移動することができる。
人形は一体だけ現れるが、実際は一体ではなく三体おり、黒賀村の老人の三人がそれぞれに人形を操っている。操者が隠れて交代で操っているため、試験者は何度倒しても向かってくる人形に恐怖する。試験は人形を倒すことが目的ではなく、倒せない人形から「如何に逃げるか」を問うものであり、三体全てを倒して合格したのは勝が初めてである（衝月五郎の父は二体までは倒したらしい）。デザインは作者側のものではなく、ある読者のはがきから起用したもの（他に「ブロム・ブロム・ロー」という自動人形も読者のデザインだった）。

### 人形相撲に参加した懸糸傀儡
ナイト・スレイヴァーV（ブイ）〈才賀勝→阿紫花平馬〉
平馬と勝が作った懸糸傀儡。小型なので小回りが利く。黒賀村の祭り「人形相撲」で勝と平馬が操った。剣一本の武装で戦い抜き、最後は片腕・片足を失いながらも人形相撲に優勝する。最終章では「黒賀の人形遣い禁断の『裏の蔵』」で用意した弾薬やミサイルを装備して平馬が操り自動人形と戦ったが、自動人形に敵わず勝を助けるために自爆させる。なお、「小型に作れ」という要望は勝で命名は平馬だった。
衝月太郎〈衝月五郎〉
持ち主と同じ姓を持った鎧武者型の懸糸傀儡。機巧仕掛けの長柄が武器で、長柄の先端が分銅状に変形して連続攻撃を行う「鎌嵐」という必殺技を持つ。
エンドレス・ラバー〈富内拓地〉
短めの槌が武器の大型懸糸傀儡。「ハネムーンロード」という必殺技を出そうとしたが、その直前に破壊された。
ハッスルファンタジー〈福田ヒロ男〉
アニメに出てくるような甲冑を着たエルフを模した懸糸傀儡。耳が異様に長い。武器は短めの槍。
ビッグサクセス〈比良吹雅人〉
各関節に車輪のついた懸糸傀儡。名前は持ち主の野心が込められたものだったが、試合開始直後に一瞬で破壊された。
プリンスマン〈兼田一也〉
足に車輪のついた馬に乗った騎士を模した懸糸傀儡。車輪による突進と手にしたスピアによる連続攻撃を得意とする。

### フェイスレスが作った懸糸傀儡
あるるかん（完全版）〈フェイスレス〉
フェイスレスが製作した白銀のものと同名の懸糸傀儡。白衣を纏い、頭に黒い羽がある。両手両足に「聖（セント）・ジョージの剣」があり、「コラン」も可能。「兄さん（白銀）が作ったものより強力」とフェイスレスが自負している。
ゴイエレメス〈フェイスレス→才賀勝→阿紫花平馬〉
フェイスレスが自分のために遺した3体の懸糸傀儡の一つ。かなり巨大で頑丈だが、操るにはかなりの力が必要で力のない者が無理に操ろうとすると糸が切れてしまう。ジェット噴射で加速したパンチを叩き込む。ブリゲッラとの戦いで平馬が使用したが、完全に破壊された。
キャプテン・ネモ〈フェイスレス→才賀勝〉
フェイスレスが自分のために遺した3体の懸糸傀儡の一つ。海賊のような姿をした骸骨の人形。両腕の剣による攻撃のほか、背中にも4枚の刃が内蔵されている。「水上ライブ」「水中ライブ」の形態を持ち、それぞれ水上と水中での戦闘が可能になる。勝が初めて使った時の感想は「フワフワしてやりづらい」。
ジャック・オー・ランターン〈フェイスレス→才賀勝〉
演 - 大島紘子（ジョイント・アクション・クラブ）（2012年・第2弾）
フェイスレスが自分のために作り遺した3体の懸糸傀儡の一つ。ハロウィンのカボチャのような人形。「ジャコ」という略称で呼ばれている。大鎌の刃がついた箒を所持しており、箒を回転させることで空を飛んだり、ロケット弾を放ったり、両足を手に変えて4本の手で相手を拘束するなどギミックが多い。勝が扱いやすいことや空を移動できることもあり、新生真夜中のサーカスとの戦いでも多用した。必殺技はほぼ全てのものを斬ることができる「超高速振動鎌」（グリム・リーパー）・操者の意志で自由に硬度や粘着性を変えることが出来る液体を放つ「バブル・ザ・スカーレット」。
モン・サン・ミッシェルに向かう際、グリュポンに「へんちくりんカボチャ」と評された場面では、不快そうに眼の上下が逆転していた。宇宙ステーション・アルファーのブースターによってフェイスレスのあるるかんと共に破壊されてしまうが、別れを告げる勝に砕けるジャコの顔がまるでウインクをしているように描かれている。

## 用語解説
ゾナハ病 (ZONAPHA Syndrome)
正式名称「他者の副交感神経系優位状態認識における生理機能影響症」。自動人形の疑似体液や「銀の煙」を構成する超微細自動人形「アポリオン」が体内に侵入することによって発症する。他人を笑わせなければ、激しい呼吸困難を伴った痛みを感じる。しかし、この病気が原因で死ぬことはないため、死ねない苦しみを味わうことになる。直接的な死因となるのは、免疫力低下による様々な合併症によるものである。
ゾナハ病の段階としては、
第一段階
他者を笑わせなければ呼吸困難に陥る発作が発生する。この段階で寿命を全うできるのは極稀。
第二段階
免疫力が低下し、さまざまな合併症を引き起こす。この段階で死亡するのがほとんどである。
第三段階（最終段階）
体温が低温で一定化・全身が硬直・半永久的に呼吸困難となり、食べ物や水を摂取せずとも生き続け、外的要因を除いて死ねなくなる。
第二段階で死ねなかった者が迎える生き地獄。また、身体の成長もしない。治療法は万能の霊薬「アクア・ウイタエ」（その希釈物でも可）を飲むか、身体にワルトハイム電磁波を照射するしかない。
本来の解決策は、しろがね（エレオノール）の歌声で子守唄を歌うこと。ゾナハ病の原因虫のモードが「病気にさせる」から「病気を治す」に変わる。全て終わったとき、活動をやめ体外に排出される。
しろがね
1. 純粋なアクア・ウイタエを飲んだ者。常人の1年分の身体の成長や老化には5年かかる・夜はほとんど眠らずに済む・傷の再生が目に見えるほど早い・髪と瞳の色が銀色に変化するという特徴がある。死ぬためには、体内のアクア・ウイタエがなくなるほどの出血をするか、自分自身の「生」を満足するかのどちらかしかない。
2. 自動人形の破壊を目的とした人間及びその集団。人形破壊者とも言われる。意識のほとんどを白銀（バイ・イン）に支配され、その時代を上手く生きるために「人間の真似事」として一般人を利用するなど、全ての自動人形を破壊することにのみ己を捧げている。そのため、一般人との協調性に欠けやすく、自動人形の破壊を除いて集団行動には向いていない者も多い。ただし、スティーブのように一般人と「人間の真似事」ではない家庭を持ったり、正二郎とアンジェリーナのように一般人からも認められる夫婦になったりするような者もいるなど、普通の集団生活を送る者もいる。世界中の政府や警察の上層部に全ての活動を黙認されており、空港の荷物検査もスルーできるなどの厚遇を受ける。また、自動人形の「無意識に芸人の技を学ぼうとする本能」を逆手にとって芸に注目させて隙を作らせるという目的のために、しろがねは必ずサーカス芸の修行をしている。基本的に白銀に意識を支配されたしろがねは「自動人形への怒り以外の感情が全く無い」とされるが、元々しろがねの大半はゾナハ病によって夢や人生を棒に振った末に自動人形との戦いを強いられているため、「しろがねとしての人生」は不本意な代物で満足するということはまず有り得ない。振れ幅が僅かではあるものの他の感情も存在し、過去には自動人形にその隙を突かれ敗れることもあった。そのことはしろがね-O製作容認の一因となった。
3. エレオノールに対する勝・鳴海及び仲町サーカス団員の呼び方。エレオノール自身も学校などで「才賀しろがね」と名乗ることが多い。
4. 白銀が正二郎に付けてもらったあだ名。後年では銀がそう名乗り、人形破壊者たちの名称のもととなっている。

しろがねの血
アクア・ウイタエを飲んだしろがねの血は自動人形にとっては猛毒と同じで、体内にあるろ過装置（人間の胃にあたる部分）を通す以外の方法で体内にしろがねの血が入った場合（しろがねの血が塗られた刃による切り傷など）、一定時間の行動不能もしくは活動停止にまで陥る（正二曰く「人間にとっての空気と同じ」）。生命の水が溶けているため、他人にしろがねの血を与えればしろがねと同様の治癒効果などを与えるが、多量に飲めばしろがねになってしまう危険性がある。普通の人間にしろがねの血を飲ませることは禁忌中の禁忌になっている。また、自動人形にとっては「不味い」らしい。なお、アクア・ウイタエの影響によりしろがね同士では血液型に関係なく輸血が行える。
懸糸傀儡（けんしくぐつ）／マリオネット
主に「しろがね」達と黒賀村の「人形繰り」が糸を介して操る様々な操り人形（マリオネット）。操作は両手の十指に加え、場合に拠っては両足の十指を補助として使う。基本的には手の指のみで動作させられる。白銀が成瀬正二郎（才賀正二）と共に造りあげた「あるるかん」を源流とし、様々なギミック・能力を持つ。「しろがね」達は基本的に一人一体、独特の懸糸傀儡を操るが、基本操作に互換性があり、自分の懸糸傀儡を失った「しろがね」が他者の遺した懸糸傀儡を操る事も多い。サイズは懸糸傀儡「アンラッキー」や「スレイヴァーV」の様な小型種から、マリオネット「スレイプニイル」や「オリンピア」の様な大型まで様々。ただし、大半は主な使用者である「しろがね」達の自動人形破壊という目的から、大型・多彩な能力を持つ物が主流。「あるるかん」のように専用トランクに折り畳んで収納できるものもある。
自動人形の「黄金律」を利用した物であり、兵器とも人形とも取れるため、武器を持つ相手に対して風より速く動ける自動人形も、人間と同じ速さで動かざるを得ない。ただし、自動人形と戦えるレベルに達するには、才能のある者でも血の滲むような修行を何年も積まねばならない。
勝は持っていた才能に加え、フェイスレスのダウンロードによる知識を得ていたので1年で熟達した。
しろがね-O（しろがね オー）
フェイスレスが開発したしろがねの体の各部をからくり化したサイボーグ。しろがねと違い歳を取らず、睡眠も必要でなく、瞳孔だけでなく眼球そのものが銀色。懸糸傀儡ではなく自分自身の体を武器に戦う（しろがね自身が懸糸傀儡になる発想で作られており、その武器は大道芸の発展形）。自身の力を過信しやすく自動人形の破壊の使命感で「ハイ」になりがちで、仲間が死のうとも何も思わないなど冷酷なため、通常の「しろがね」に輪をかけて集団行動が難しく、ほかの「しろがね」とそりが合わない。
O（オー）
しろがね-Oを完全に機械化したもの。人間の本体から記憶を機械の身体に転送しているため、バラバラになっても修理でき、あるいは記憶を別の機械に乗せ換えることで復活できる。オリジナルの肉体は冷凍保存カプセルで安置されている。自動人形の破壊への使命感は希薄になっており、自動人形とはそりが合わないものの「地球浄化のために人類を止める」「老化せず一生を楽しむ」など、個人的な感情で動いている。
自動人形（オートマータ）
意志を持ち、自分で考え、自分で動く人形。単数形は「オートマトン」。フランシーヌ人形はアクア・ウイタエで動き、それ以外は疑似体液で活動している。
低級なものでも銃弾程度では壊れることはなく、さらに「黄金律」を持つため、通常の人間にとっては脅威である。撃破するには致命傷を一撃で与える、あるいは拳法などで用いられる「気」を与え体内の擬似体液を沸騰させ自壊させる必要がある。ただし、高級なものは「気」に対して耐性を持っているものが多い。
人間の血を吸い取る事で、活動エネルギーを維持している（グリュポンのような例外もいる）。「しろがね」の血液はまずいらしい。劇中で自動人形を完成させたのは白金（ディーン・メーストル）とフウ・クロード・ボワローの2名。また、才賀正二や才賀勝は自動人形に手を入れたことがある。
疑似体液
フランシーヌ人形が造り出した自動人形に意志を与える水銀のような液体。定期的に人間の血を加えないと作用しない。ゾナハ病の病原体である「アポリオン」からできており、「銀の煙」はこれを気体化したものである。また「銀の煙」は精密機械の内部に侵入して破壊するため、ミサイルなどの機械兵器による攻撃は無意味である。「アクア・ウイタエ」によって中和される。
黄金律（ゴールデンルール）
自動人形の造物主が基本回路として作り出したブラックボックス。自らを改造する自動人形が唯一手を加えることのできない部分。黄金律から逃れるためには「生命の水」を飲むしか無い。
これは元々道化として造られた自動人形の特徴であり、観客に見て貰うことが道化の存在意義であるため「観客（人間）に見える速さで動かなければならない」というルールである。自動人形と戦う「しろがね」も「観客」とみなされることから、本来の性能がどれほど高くても「観客」の目に見える人間と同等の速さでしか力を発揮することができない。
「観客」では無い者に対してはこのルールが発揮されない。武器を持つ者は「観客」ではない者とされ、銃や強力な兵器を使う相手には素早く動ける。「しろがね」が銃などの兵器を使わないのは「観客」ではないとみなされるからである。
道化は「無意識に芸人の技を学ぼうとする本能」からサーカス芸を覚えようとするため芸人ならば隙を作ることができる（そのため「しろがね」はサーカス芸を学ぶ）。
柔らかい石
錬金術の集大成。鉛を金に変え、人間に永遠の命を与える「生命の水」（アクア・ウイタエ）を作り出す。
空気に触れると二週間で蒸発してしまう上、大人の体内では拒絶反応が起こるため、人間の子供の体内に入れて保存しなければならない。
一般的には「賢者の石」と呼ばれるが、劇中では一度もその名で呼ばれた事は無い。
生命の水（アクア・ウイタエ）
「柔らかい石」が水と反応し作られる「万能の霊薬」。大量に生成された場合は何でも溶かす溶解液と化し、溶かしたものを液の中に保存する。人間が溶けた場合、その溶けた者の心を保存し、飲んだ者を支配する。溶けた者の記憶をも保存するが、飲んだ物に完全に引き継がれるわけではない（例：しろがねたちは白銀の技術や自動人形に対する憎悪を継いでいるが、柔らかい石の製造方法を知らない）。
主な効能として、
1. 人間が飲むと髪の毛や瞳が銀色になり、身体能力が約5倍に向上し、5年に1回しか歳を取らなくなる。
2. 自動人形が口から飲み、胃のろ過装置を介することにより、彼らにとっての黄金律を克服することができる。
3. 自動人形が経口摂取以外で注入されると、体内の擬似体液が中和され、機能停止に陥る。

ラテン語表記では「Aqua vitae」。
<転送>（ダウンロード）
デジタル化した記憶や人格を他者の脳や機械に焼き付け、他者の肉体を乗っ取るシステム。
生後から現在までの記憶の<転送>が第一段階・記憶が形成した人格の<転送>が第二段階・記憶と人格の二つの情報を関連付け、組み合わせるミクスチャーの第三段階の過程を経て<転送>は完成される。生命の水のような不完全ではない本人の人格と記憶を再現でき、別人に<転送>しても他者から気づかれにくいという利点がある。
作中ではOが本体から機械の体に<転送>をしており、フェイスレスも勝や自身のクローン体に実践している。勝の場合は二度<転送>されかけたが、一度目は正二が第一段階の途中で開放したため一部の記憶を知識として引き継ぐだけに留まった。二度目は完璧に<転送>されたものの、事前に飲んでいた（生命の水が溶けた）エレオノールの血の効果で転送された情報を有害と判断し、転送情報は消滅して支配を防いだ。
サイガ
時計・家電・コンピュータ・ゲームなどの各分野に進出する日本の大企業。アルファベット表記は「PSYGA」。創業は才賀正二と才賀貞義が「才賀機巧社」を設立した明治にまで遡る。才賀正二と才賀貞義が交代でトップを務め、永年に渡り対「自動人形」用の「懸糸傀儡」を「しろがね」に提供してきた。この製造技術やノウハウを精密機械工業に生かすことで一大コングロマリットにまで成長した。「しろがね」であるフウは似たような経緯で会社を経営している。
- 明治時代のサイガグループの前身
  - 才賀機巧社

- 1990年代のサイガグループ主要各社
  - サイガ時計
  - サイガ電器通信
  - サイガエレクトロニクス
  - サイガ金属
  - UTサイガ
  - ネットワークサイガ
  - 才賀建機
  - 才賀生命
  - キャピトルサイガ
  - サイガ化学
  - サイガパネル
  - 才賀流通
  - サイガコーポレーション
  - サイガ事務
  - サイガ不動産
  - サイガ電器（社長：才賀善治）
  - サイガ玩具（社長：才賀善治）

黒賀村（くろがむら）
古来より人形繰りが盛んな地域。明治からは才賀正二と才賀貞義の依頼により、サイガが製作した人形の調整に協力していた。才賀正二に村の危難を幾度か救ってもらったことから、才賀家に対する敬愛の念は強い。しかし、才賀貞義（フェイスレス）は嫌悪している。近年では人形繰りの技術を生かした殺し屋も輩出している。官公庁としては和歌山県警察、もしくは奈良県警察の駐在所がある。また、「和歌山県黒賀郷黒賀村」の住所表記で郵政省が郵便物を配達する。
「ナラ県クロガ村」を中心とする地点に「アルファー」の落下が予測されていたが、フェイスレスと才賀勝により回避された。
人形相撲（にんぎょうすもう）
大晦日に行われる行事。若い人形使いが人形を操って競う。優勝者はその年の「年娘」と祝言の真似事をする。現在では完全に真似事だが、過去には実際に祝言していたらしい。

## 書誌情報

### 単行本
- 藤田和日郎『からくりサーカス』小学館〈少年サンデーコミックス〉、全43巻
  1. 1998年1月15日発売、ISBN 4-09-125331-8
  2. 1998年3月15日発売、ISBN 4-09-125332-6
  3. 1998年5月15日発売、ISBN 4-09-125333-4
  4. 1998年9月15日発売、ISBN 4-09-125334-2
  5. 1998年11月15日発売、ISBN 4-09-125335-0
  6. 1999年2月15日発売、ISBN 4-09-125336-9
  7. 1999年4月15日発売、ISBN 4-09-125337-7
  8. 1999年6月15日発売、ISBN 4-09-125338-5
  9. 1999年9月15日発売、ISBN 4-09-125339-3
  10. 1999年12月15日発売、ISBN 4-09-125340-7
  11. 2000年2月15日発売、ISBN 4-09-125681-3
  12. 2000年5月15日発売、ISBN 4-09-125682-1
  13. 2000年7月15日発売、ISBN 4-09-125683-X
  14. 2000年9月15日発売、ISBN 4-09-125684-8
  15. 2000年11月15日発売、ISBN 4-09-125685-6
  16. 2001年2月15日発売、ISBN 4-09-125686-4
  17. 2001年5月15日発売、ISBN 4-09-125687-2
  18. 2001年7月15日発売、ISBN 4-09-125688-0
  19. 2001年10月15日発売、ISBN 4-09-125689-9
  20. 2001年12月15日発売、ISBN 4-09-125690-2
  21. 2002年2月15日発売、ISBN 4-09-126361-5
  22. 2002年5月15日発売、ISBN 4-09-126362-3
  23. 2002年7月15日発売、ISBN 4-09-126363-1
  24. 2002年9月15日発売、ISBN 4-09-126364-X
  25. 2002年11月15日発売、ISBN 4-09-126365-8
  26. 2003年2月15日発売、ISBN 4-09-126366-6
  27. 2003年4月15日発売、ISBN 4-09-126367-4
  28. 2003年7月15日発売、ISBN 4-09-126368-2
  29. 2003年10月15日発売、ISBN 4-09-126369-0
  30. 2003年12月15日発売、ISBN 4-09-126370-4
  31. 2004年3月15日発売、ISBN 4-09-127071-9
  32. 2004年6月15日発売、ISBN 4-09-127072-7
  33. 2004年8月15日発売、ISBN 4-09-127073-5
  34. 2004年11月15日発売、ISBN 4-09-127074-3
  35. 2005年1月15日発売、ISBN 4-09-127075-1
  36. 2005年3月15日発売、ISBN 4-09-127076-X
  37. 2005年6月15日発売、ISBN 4-09-127077-8
  38. 2005年8月15日発売、ISBN 4-09-127078-6
  39. 2005年11月15日発売、ISBN 4-09-127079-4
  40. 2006年1月15日発売、ISBN 4-09-127080-8
  41. 2006年3月15日発売、ISBN 4-09-120109-1
  42. 2006年6月15日発売、ISBN 4-09-120379-5
  43. 2006年9月15日発売、ISBN 4-09-120570-4

### ワイド版
- 藤田和日郎『からくりサーカス』小学館〈少年サンデーコミックススペシャル〉、全23巻
  1. 2011年7月15日発売、ISBN 978-4-09-123028-7
  2. 2011年7月15日発売、ISBN 978-4-09-123029-4
  3. 2011年8月18日発売、ISBN 978-4-09-123030-0
  4. 2011年9月16日発売、ISBN 978-4-09-123042-3
  5. 2011年10月18日発売、ISBN 978-4-09-123043-0
  6. 2011年11月18日発売、ISBN 978-4-09-123044-7
  7. 2011年12月18日発売、ISBN 978-4-09-123045-4
  8. 2012年1月18日発売、ISBN 978-4-09-123046-1
  9. 2012年2月17日発売、ISBN 978-4-09-123047-8
  10. 2012年3月16日発売、ISBN 978-4-09-123048-5
  11. 2012年4月18日発売、ISBN 978-4-09-123049-2
  12. 2012年5月18日発売、ISBN 978-4-09-123050-8
  13. 2012年6月18日発売、ISBN 978-4-09-123067-6
  14. 2012年7月18日発売、ISBN 978-4-09-123068-3
  15. 2012年8月18日発売、ISBN 978-4-09-123069-0
  16. 2012年9月18日発売、ISBN 978-4-09-123070-6
  17. 2012年10月18日発売、ISBN 978-4-09-123075-1
  18. 2012年11月18日発売、ISBN 978-4-09-123076-8
  19. 2012年12月18日発売、ISBN 978-4-09-123077-5
  20. 2013年1月18日発売、ISBN 978-4-09-123078-2
  21. 2013年2月18日発売、ISBN 978-4-09-123079-9
  22. 2013年3月18日発売、ISBN 978-4-09-123080-5
  23. 2013年4月18日発売、ISBN 978-4-09-123082-9

### 文庫版
- 藤田和日郎『からくりサーカス』小学館〈小学館文庫〉、全22巻
  1. 2017年5月12日発売、ISBN 978-4-09-193319-5
  2. 2017年6月15日発売、ISBN 978-4-09-193320-1
  3. 2017年7月14日発売、ISBN 978-4-09-193323-2
  4. 2017年8月10日発売、ISBN 978-4-09-193324-9
  5. 2017年9月15日発売、ISBN 978-4-09-193325-6
  6. 2017年10月13日発売、ISBN 978-4-09-193326-3
  7. 2017年11月15日発売、ISBN 978-4-09-193327-0
  8. 2017年12月15日発売、ISBN 978-4-09-193328-7
  9. 2018年1月12日発売、ISBN 978-4-09-193329-4
  10. 2018年2月15日発売、ISBN 978-4-09-193330-0
  11. 2018年3月15日発売、ISBN 978-4-09-193353-9
  12. 2018年4月13日発売、ISBN 978-4-09-193354-6
  13. 2018年5月15日発売、ISBN 978-4-09-193355-3
  14. 2018年6月15日発売、ISBN 978-4-09-193356-0
  15. 2018年7月13日発売、ISBN 978-4-09-193357-7
  16. 2018年8月8日発売、ISBN 978-4-09-193358-4
  17. 2018年9月14日発売、ISBN 978-4-09-193359-1
  18. 2018年10月12日発売、ISBN 978-4-09-193360-7
  19. 2018年11月15日発売、ISBN 978-4-09-193384-3
  20. 2018年12月14日発売、ISBN 978-4-09-193385-0
  21. 2019年1月15日発売、ISBN 978-4-09-193386-7
  22. 2019年2月15日発売、ISBN 978-4-09-193387-4

### 完全版
- 藤田和日郎『からくりサーカス』小学館〈少年サンデーコミックススペシャル〉、全26巻
  1. 2018年9月18日発売、ISBN 978-4-09-128627-7
  2. 2018年9月18日発売、ISBN 978-4-09-128628-4
  3. 2018年10月18日発売、ISBN 978-4-09-128678-9
  4. 2018年10月18日発売、ISBN 978-4-09-128679-6
  5. 2018年11月16日発売、ISBN 978-4-09-128680-2
  6. 2018年11月16日発売、ISBN 978-4-09-128693-2
  7. 2018年12月18日発売、ISBN 978-4-09-128768-7
  8. 2018年12月18日発売、ISBN 978-4-09-128769-4
  9. 2019年1月18日発売、ISBN 978-4-09-128770-0
  10. 2019年1月18日発売、ISBN 978-4-09-128773-1
  11. 2019年2月18日発売、ISBN 978-4-09-128887-5
  12. 2019年2月18日発売、ISBN 978-4-09-128888-2
  13. 2019年3月18日発売、ISBN 978-4-09-128889-9
  14. 2019年3月18日発売、ISBN 978-4-09-128890-5
  15. 2019年4月18日発売、ISBN 978-4-09-128891-2
  16. 2019年4月18日発売、ISBN 978-4-09-128892-9
  17. 2019年5月17日発売、ISBN 978-4-09-129239-1
  18. 2019年5月17日発売、ISBN 978-4-09-129240-7
  19. 2019年6月18日発売、ISBN 978-4-09-129248-3
  20. 2019年6月18日発売、ISBN 978-4-09-129249-0
  21. 2019年7月18日発売、ISBN 978-4-09-129250-6
  22. 2019年7月18日発売、ISBN 978-4-09-129253-7
  23. 2019年8月16日発売、ISBN 978-4-09-129254-4
  24. 2019年8月16日発売、ISBN 978-4-09-129255-1
  25. 2019年9月18日発売、ISBN 978-4-09-129413-5
  26. 2019年9月18日発売、ISBN 978-4-09-129414-2

### 関連書籍
- 藤田和日郎『からくりサーカス公式ガイドブック サーカスのすべて』小学館〈少年サンデーコミックス〉、2004年7月16日発行、ISBN 4-09-127771-3

## テレビアニメ
2018年10月から2019年6月までTOKYO MXほかにて放送された。基本的に原作を忠実に再現されているが尺の都合でカットされている部分も多く、特に黒賀村編は全編カットされている。
主人公の一人である才賀勝役のキャストは、総合学園ヒューマンアカデミーとのコラボ企画としてプロアマ問わずの公募オーディションにより決定され、応募総数2500人超の中から新人の植田千尋が選ばれた。

### スタッフ
- 原作 - 藤田和日郎[9]
- 監督 - 西村聡[9]
- 助監督 - 篠田智哉
- シリーズ構成 - 井上敏樹[9]、藤田和日郎[9]
- キャラクターデザイン・総作画監督 - 吉松孝博[9]
- メインアニメーター - 菅野利之[9]、菅野芳弘[9]
- アクション作画監督 - 平山貴章[9]
- 美術監督 - 清水友幸[9]
- 美術設定 - 杉山晋史
- 色彩設計 - 堀川佳典[9]
- 撮影監督 - 魚山真志[9]
- CGIディレクター - 高橋将人[9]
- 編集 - 神宮司由美[9]
- 音響監督 - 三間雅文
- 音楽 - 林ゆうき[9]
- 音楽制作 - フジパシフィックミュージック
- 音楽プロデューサー - 舩橋宗寛
- クリエイティブプロデューサー - 丸山正雄[10]、三田圭志
- プロデューサー - 和田翔太
- アニメーションプロデューサー - 青木誠
- アニメーション制作 - スタジオヴォルン[9]
- 製作 - ツインエンジン[10]

### 主題歌

#### オープニングテーマ
「月虹」
BUMP OF CHICKENによる楽曲。第1章から第12章まではオープニングテーマ、第25章から第36章まではエンディングテーマとして使用。作詞・作曲は藤原基央、編曲はBUMP OF CHICKEN & MOR。
「ハグルマ」
第13章から第24章まで使用。編曲・歌はKANA-BOON、作詞・作曲は谷口鮪。
「Over me」
第25章から第36章まで使用。作詞・作曲・歌はロザリーナ、編曲はTeddyLoid。

#### エンディングテーマ
「マリオネット」
第1章から第12章まで使用。作詞・作曲・歌はロザリーナ、編曲はTeddyLoid。
「夕立ち」
第13章から第24章まで使用された眩暈SIRENによる楽曲。作詞は京寺、作曲はオオサワレイと眩暈SIREN、編曲は出羽良彰。

### 各話リスト
| 話数   | サブタイトル                 | 脚本     | 絵コンテ          | 演出                     | 作画監督                                                                                   | 放送日 （MX）   |
| ------ | ---------------------------- | -------- | ----------------- | ------------------------ | ------------------------------------------------------------------------------------------ | --------------- |
| 第1幕  | 開幕ベル                     | 井上敏樹 | 西村聡            | 藤瀬順一 板庇迪          | 高橋美香                                                                                   | 2018年 10月11日 |
| 第2幕  | 約束                         | 井上敏樹 | 竹内浩志          | 友田政晴 博多正寿        | 山本善哉 吉岡勝                                                                            | 10月18日        |
| 第3幕  | 奈落                         | 井上敏樹 | 下田久人 三宅寛治 | 吉田大輔                 | Jang Hee kyu Kim Hyung il                                                                  | 10月25日        |
| 第4幕  | コラン                       | 井上敏樹 | 頂真司            | 青木youイチロー          | 小川一郎 門智昭 飯飼一幸 田之上慎                                                          | 11月1日         |
| 第5幕  | サーカス〜出発               | 井上敏樹 | 室井ふみえ        | Won Chang hee            | Jang Hee Kyu Lim Keun soo 吉岡勝                                                           | 11月8日         |
| 第6幕  | 地獄                         | 井上敏樹 | 矢野博之          | まつもとよしひさ         | 大東百合恵                                                                                 | 11月15日        |
| 第7幕  | Demonic                      | 米村正二 | 矢野博之          | うえだしげる             | 高橋美香 劉雲留                                                                            | 11月22日        |
| 第8幕  | 一瞬の始まりと終わり         | 米村正二 | 増田敏彦          | 藤瀬順一 吉田大輔        | Jang Hee kyu Kim Hyung il Lim Keun soo                                                     | 11月29日        |
| 第9幕  | 記憶                         | 米村正二 | 博多正寿          | 博多正寿                 | 石井舞                                                                                     | 12月6日         |
| 第10幕 | フランシーヌ                 | 米村正二 | 矢野博之          | 友田政晴                 | 鎌田均 吉岡勝 吉田大輔 福士真由美 高山朋浩 Ahn Hyo jeong                                   | 12月13日        |
| 第11幕 | ファンファーレ               | 米村正二 | 西村聡 殿勝秀樹   | 羽多野浩平               | 門智昭 小川一郎 鷲田敏弥 STUDIO MASSKET                                                    | 12月20日        |
| 第12幕 | 「顔無し」司令               | 井上敏樹 | 頂真司            | うえだしげる             | 大東百合恵 謝博傑                                                                          | 12月27日        |
| 第13幕 | ルシール                     | 米村正二 | 矢野博之          | 牛嶋新一郎               | 高橋美香 菅野利之 劉雲留                                                                   | 2019年 1月10日  |
| 第14幕 | 夜更けの海                   | 井上敏樹 | 西村聡            | Won Chang hee            | Jang Hee Kyu Jeong Yeon soon Lim Keun soo                                                  | 1月17日         |
| 第15幕 | はじまりの場所へ             | 井上敏樹 | 青山弘            | 外山草                   | 大森理恵 香月邦夫 高澤美佳 高橋美香 吉岡勝                                                 | 1月31日         |
| 第16幕 | 出会い                       | 井上敏樹 | 博多正寿          | 博多正寿                 | 石井舞 福士真由美                                                                          | 2月7日          |
| 第17幕 | 訪れし者                     | 井上敏樹 | 今泉賢一          | 吉田大輔                 | 吉田大輔 尾之上知久 大槻一恵 Lim Keun soo Ahn Hyo jeong                                    | 2月14日         |
| 第18幕 | 微笑                         | 井上敏樹 | 矢野博之          | まつもとよしひさ         | 門智昭 島崎望 齋藤雅和 STUDIO MASSKET（菅野利之 吉田大輔 尾之上知久 大槻一恵）             | 2月21日         |
| 第19幕 | 影の正体                     | 米村正二 | 牛嶋新一郎        | 牛嶋新一郎               | 大東百合恵 吉岡勝 STUDIO MASSKET                                                           | 2月28日         |
| 第20幕 | 黒い太陽                     | 米村正二 | 矢野博之          | Won Chang hee            | Jang Hee kyu Jeong Yeon soon Kwon Oh sik Ahn Hyo jeong                                     | 3月7日          |
| 第21幕 | 銀色の女神                   | 井上敏樹 | 青山弘            | PARK JAE IK              | LEE JUNG HUN KIM YUN JUNG MIN HYUN SOOK                                                    | 3月14日         |
| 第22幕 | 「ハリー」へ向かう!!         | 井上敏樹 | 川村賢一          | 板庇迪                   | 今岡大 高瀬ゆり子 山村俊了 MARUアニメーション Jeong Yeon soon Kwon Oh sik Ahn Hyo jeong    | 3月21日         |
| 第23幕 | 悪魔再び                     | 井上敏樹 | 博多正寿          | 博多正寿                 | 石井舞 福士真由美                                                                          | 3月28日         |
| 第24幕 | 脱出へ                       | 井上敏樹 | 伊藤智彦          | 西畑佑紀                 | 高橋美香 吉岡勝                                                                            | 4月4日          |
| 第25幕 | モン・サン・ミッシェルにて   | 米村正二 | 殿勝秀樹          | 吉田大輔                 | 吉田大輔 尾之上知久 大槻一恵 Ahn Hyo jeong Kwon Oh sik                                     | 4月11日         |
| 第26幕 | アニマル・ショウ             | 米村正二 | 青山弘            | 羽多野浩平               | 門智昭 齋藤雅和 島崎望 Kwon Oh sik STUDIO MASSKET                                          | 4月18日         |
| 第27幕 | 転送                         | 井上敏樹 | 下田久人          | 藤原和々                 | 大東百合恵 吉岡勝 STUDIO MASSKET                                                           | 4月25日         |
| 第28幕 | ぶたちゃんはあるいていった   | 井上敏樹 | 坂田純一          | Won Chang hee            | Jeong Yeon soon Ahn Hyo jeong Joung Eun joung                                              | 5月2日          |
| 第29幕 | しろがねのやったこと         | 米村正二 | 小島正士          | PARK JAE IK              | LEE JUNG HUN YU SEUNG HEE                                                                  | 5月9日          |
| 第30幕 | Pieta                        | 米村正二 | 博多正寿          | 博多正寿                 | 石井舞 福士真由美                                                                          | 5月16日         |
| 第31幕 | 黒の流星                     | 井上敏樹 | 青山弘            | 杉畑誠也                 | 飯塚葉子 今岡大 扇多恵子 熊田亜輝 齊藤佳子 中林蘭子 山村俊了                               | 5月23日         |
| 第32幕 | 暇乞い                       | 井上敏樹 | 吉田大輔          | 吉田大輔                 | Joung Eun joung Jeong Yeon soon Kwon Oh sik Ahn Hyo jeong                                  | 5月30日         |
| 第33幕 | 仲町三人VSレディ・スパイダー | 井上敏樹 | 坂田純一          | 西畑佑紀 篠田智哉        | 高橋美香 吉岡勝 大森理恵                                                                   | 6月6日          |
| 第34幕 | 背中を守る者                 | 井上敏樹 | 三條なみみ        | Won Chang hee            | Jeong Yeon soon Joung Eun joung Ahn Hyo jeong Kwon Oh sik Jang Hee kyu 吉田大輔 尾之上知久 | 6月13日         |
| 第35幕 | 抱擁                         | 井上敏樹 | 青山弘            | 板庇迪                   | 大東百合恵 今岡大 齊藤佳子 飯塚葉子                                                        | 6月20日         |
| 第36幕 | 閉幕                         | 井上敏樹 | 西村聡            | 西村聡 藤瀬順一 博多正寿 | 高橋美香 石井舞 福士真由美 吉岡勝                                                          | 6月27日         |

※第15幕の前週には第1幕から第14幕の総集編『第14.5幕 幕間〜そしてまた開幕ベル〜』を放送。

### 放送局
| 放送期間                       | 放送時間                     | 放送局       | 対象地域 | 備考                                                           |
| ------------------------------ | ---------------------------- | ------------ | -------- | -------------------------------------------------------------- |
| 2018年10月11日 - 2019年6月27日 | 木曜 22:30 - 23:00           | TOKYO MX     | 東京都   |                                                                |
| 2018年10月12日 - 2019年6月28日 | 金曜 0:00 - 0:30（木曜深夜） | BS11         | 日本全域 | BS放送 / 『ANIME+』枠                                          |
| 2018年10月16日 - 2019年7月2日  | 火曜 1:55 - 2:25（月曜深夜） | 北海道テレビ | 北海道   | 作者の出身地                                                   |
| 2019年1月11日 - 6月28日        | 金曜 20:00 - 20:30           | AT-X         | 日本全域 | CS放送 / リピート放送あり 第23話まで20:00 - 21:00に2話連続放送 |

インターネットでは、Amazonプライム・ビデオにて2018年10月11日より全世界独占配信された。

### Blu-ray BOX
| 巻 | 発売日         | 収録話          | 規格品番   |
| -- | -------------- | --------------- | ---------- |
| 1  | 2019年6月19日  | 第1幕 - 第12幕  | VPXY-71723 |
| 2  | 2019年8月21日  | 第13幕 - 第24幕 | VPXY-71724 |
| 3  | 2019年10月23日 | 第25幕 - 第36幕 | VPXY-71725 |

### Webラジオ
2018年10月12日から2019年6月28日まで音泉にて『からくりサーカスRADIO 仲町サーカス団員募集中！』が隔週金曜日に配信。パーソナリティは才賀勝役の植田千尋。

### ゲーム

#### 体感型ゲーム
いずれも、制作はバンダイナムコアミューズメント、制作協力はよだかのレコード。
からくりサーカス in なぞともカフェ　ナゾラリー 『真夜中に消えたからくりの鍵』
2018年10月1日から2019年1月14日にかけて行われた、ナゾラリーと称する回遊型との謎解きゲームイベント。なぞともカフェ6店舗（新宿店（新宿店のみ2019年4月18日まで）・渋谷店・名古屋栄店・なんばパークス店・京都新京極店・福岡天神店）で開催。
プレイヤーは、巷で人気の「仲町サーカス」を見に行く途中に自動人形に襲われたところ、才賀勝と名乗る少年に助けられ事なきを得たが、才賀勝は自動人形を倒すために必要なカバンを奪われたようで、共に探すことをしろがねと一緒に頼まれたという設定。

からくりサーカス in なぞともカフェ　公演型謎解きゲーム 『縣糸傀儡脱出劇-マリオネット・エスケープ-』
2019年4月13日から6月30日にかけて行われた、公演型の謎解きゲームイベント。なぞともカフェ渋谷店シアター765で開催。
プレイヤーは、北海道に向かう飛行機の乗客だったが、機内は自動人形に襲われ支配されてしまい、居合わせた才賀勝としろがねと協力して脱出するという設定。

からくりサーカス in なぞともカフェ　なぞときCUBE 『沈黙の自動人形～サイレント・オートマータ～』
2019年4月19日から7月7日にかけて行われた、なぞときCUBEと称するルーム型の謎ときゲームイベント。なぞともカフェ4店舗（渋谷店・名古屋栄店・京都新京極店・なんばパークス店）で開催。
プレイヤーは、ある日、仲町サーカスが自動人形に襲撃されたが、しろがねが反撃に出る前に自動人形は姿を消し、追いかけた才賀勝としろがねが足踏み入れた建物はからくり屋敷だったことから、屋敷の謎を解き明かすという設定。

#### モバイルゲーム
からくりサーカス 〜Larmes d’un Clown〜
2018年12月18日からMobage、ヤマダゲーム、TSUTAYAオンラインゲームにて、2019年2月25日からGREE、コロプラにて、2019年3月26日からmixiゲームおよびWAKU+にて、2019年4月16日からdゲームにて、株式会社テンダ、キック・アス株式会社、株式会社ゲームゲートによって配信。ジャンルはカードバトルRPG。2022年10月24日をもって全てサービス終了となった。本作はプレイヤー数が多くなかったと言われる中、3年半運営が続いた作品でもある。

### パチンコ・パチスロ
パチンコ
- Pフィーバーからくりサーカス（2022年8月、SANKYO）[25][26]
- Pフィーバーからくりサーカス2（2024年11月、SANKYO）

パチスロ
- パチスロからくりサーカス（2023年7月、SANKYO）[27]

## 舞台

### 2012年
カプセル兵団企画・製作。2012年2月に笹塚ファクトリーにおいて第1弾（からくり編）が上演。2012年11月に第2弾（サーカス編）が上演された。
キャスト
- 才賀勝 - 林智子（劇団ヘロヘロQカムパニー）
- 加藤鳴海 - 吉久直志
- しろがね・フランシーヌ - 森澤碧音（DancecompanyMKMDC）

「からくりサーカスの登場人物」・「懸糸傀儡（マリオネット）」も参照。
スタッフ
- 原作 - 藤田和日郎
- 脚本・演出 - 吉久直志
- 企画・製作・カプセル兵団

### 2019年
2019年1月に新宿FACEにおいて第1弾が上演。2019年10月には第2弾（デウス・エクス・マキナ（機械仕掛けの神）編）が同じく新宿FACEにて上演された
キャスト
- 才賀勝 - 深澤大河
- 加藤鳴海 - 滝川広大
- しろがね・フランシーヌ - 大西桃香（AKB48）・飯田里穂のWキャスト

「からくりサーカスの登場人物」・「懸糸傀儡（マリオネット）」も参照。
スタッフ
- 原作 - 藤田和日郎
- 脚本 - 川尻恵太（第1弾）、村井雄（第2弾）
- 演出 - 村井雄（第1弾・第2弾）
- 主催 - 舞台劇「からくりサーカス」製作委員会（Office ENDLESS、ツインエンジン、ローソンチケット）

### 2023年 - 継続中
『うしおととら』の全話舞台化を行った劇団シアターOMにより、シアターOM「からくりサーカス」プロジェクトとして、同じように全話の舞台化を目標に公演。2023年5月より第1巻の内容から順に上演されている。
スタッフ
- 原作 - 藤田和日郎
- 演出・脚本 - 稲森誠
- 制作 - シアターOM「からくりサーカス」プロジェクト

## オマージュ作品
『逆境ナイン』
島本和彦の漫画。2005年に実写映画化され、その際映画化記念として、『からくりサーカス』との合作読み切り『からくり逆境サーカスナイン』が、『サンデーGX』同年7月号に巻頭カラーで掲載された。『逆境ナイン』の映画化記念であるのに、何故か世界観は『からくりサーカス』に近い。島本和彦サイドがほとんどの作画をしているが、「からくり男球」など決めのコマの幾つかは藤田和日郎が作画している（『からくりサーカス』のキャラは全て藤田が作画したように見えるが、大部分は島本側が藤田の画風に似せて描いたものである）。1コマだけ、あだち充が担当している。
あだち充の『タッチ』に触発された「面目レス」が、自動人形を率い全力学園野球部を乗っ取りマネージャー「モエレオール」を甲子園に連れて行こうとするが、対戦チームは人形破壊者「しろがね」を擁して対抗する。自動人形「ニセ不屈闘志」が魔球「からくり男球」を投げるが、試合に乱入したしろがね達に打たれてしまう。くじけそうになる面目レスだが、復活した本物の不屈闘志は野球部を乗っ取られたことを承知で、ニセ不屈に男の魂を吹き込む。試合を通じ、面目レスは「柔らかい意思」の重要さに気づいた。
『吼えろペン』
同じく島本和彦の漫画。漫画内の架空の漫画として、『からぶりサービス』という『からくりサーカス』をパロディ化した作品が登場する。作者は、富士鷹ジュビロ（モデルは藤田和日郎）。
『からぶりサービス』は高い人気を誇り、順調な連載を続けていたが、富士鷹ジュビロが腕を火傷してしまった際に、連載3回分を炎尾燃が代筆。炎尾燃が、マサルを殺すという展開を見せた。
『新・吼えろペン』
『吼えろペン』の続編であり、引き続き『からぶりサービス』と富士鷹ジュビロが登場する。
富士鷹ジュビロは高学館の『週刊少年リベンジ』編集長三神から『からぶりサービス』の連載終了を言い渡されるが、3ヶ月で最終回を迎えるためには風呂敷を畳みきれず四苦八苦する。悩んだ結果、富士鷹はDランクの登場人物から伏線を回収し始めたため、最終回までに主人公とヒロインに決着が着かないと危機感を抱いた炎尾が自作のページを使って勝手に代筆（鳴海の背後でマサルが「サービス」をするシーン）。最終的に炎尾のページも使用し富士鷹が筆を執り、作品は大団円を迎えた。「からぶりサービス閉店」との文言が最終コマ。単行本巻末には「スペシャルサンクス炎尾」の記載あり。